# Nicolaus Balk
Nicolaus Henrici Balk, även Balck, född omkr. 1540 i Stockholm, död 1611, var en svensk präst och översättare. Mellan 1563 och 1573 studerade han vid olika universitet i Tyskland: i Rostock, Greifswald, Frankfurt an der Oder och Wittenberg. Under 1570-talet var Balk skolrektor i Strängnäs och från 1579 präst på olika orter i Södermanland. Av hälsoskäl lämnade Balk sin kyrkoherdetjänst 1590; under återstoden av sitt liv översatte han sedan fem böcker med reformationslitteratur från tyska till svenska.

## Översättningar
- Simon Musaeus: Catechismus: medh korte spörsmål och swar... (Catechistisch Examen mit kurtzen Fragen unnd Antworten...) (författat aff d. Simone Mvsaeo, och på swensko vthsatt aff Nicolao Balck) (Stockholm: tryckt aff Andrea Gutterwitz, 1596)
- Caspar Huberinus: Om then christeliga riddaren: en ganska vnderligh kamp ... (Vom[m] Christlichen Ritter. Ain wunderbarlicher kampff ...) (förswenskat aff Nicolao Balck) (Rostock: prentet aff Stephan Möllemand, 1599)
- Nicolaus Balk: Een ganska nyttigh och christeligh bönebook ... (vthgången aff Nicolao Balk Stockholmensi) (Stockholm, 1603) ["Förebilden till Balks bönbok är en liten bok m. tit. Psalmgebätt av pastorn i Bern Johann Haller. Zürich 1552." (Libris)]
- Aisopos: Hundrade Esopi fabler... (Hundert Fabeln aus Esopo) (förswendskadhe aff Nicolao Balk) (Stockholm: tryckt aff Anund Olufson, 1603)
- Johannes Mathesius: En christelig, nyttig och nödhtorfftigh förmaning til alle christne … att then ena then andra all skuld och brott welwilleliga och aff alt hierta gerna förlåta och tilgiffua skal (troligen ur: Christliche, lehrhaffte, trostreiche und lustige Erklerung und Außlegung des schönen Haussbuchs) (översättning Nicolaus Balk) (Stockholm: Christoff Reusner, 1611)